# Color field painting

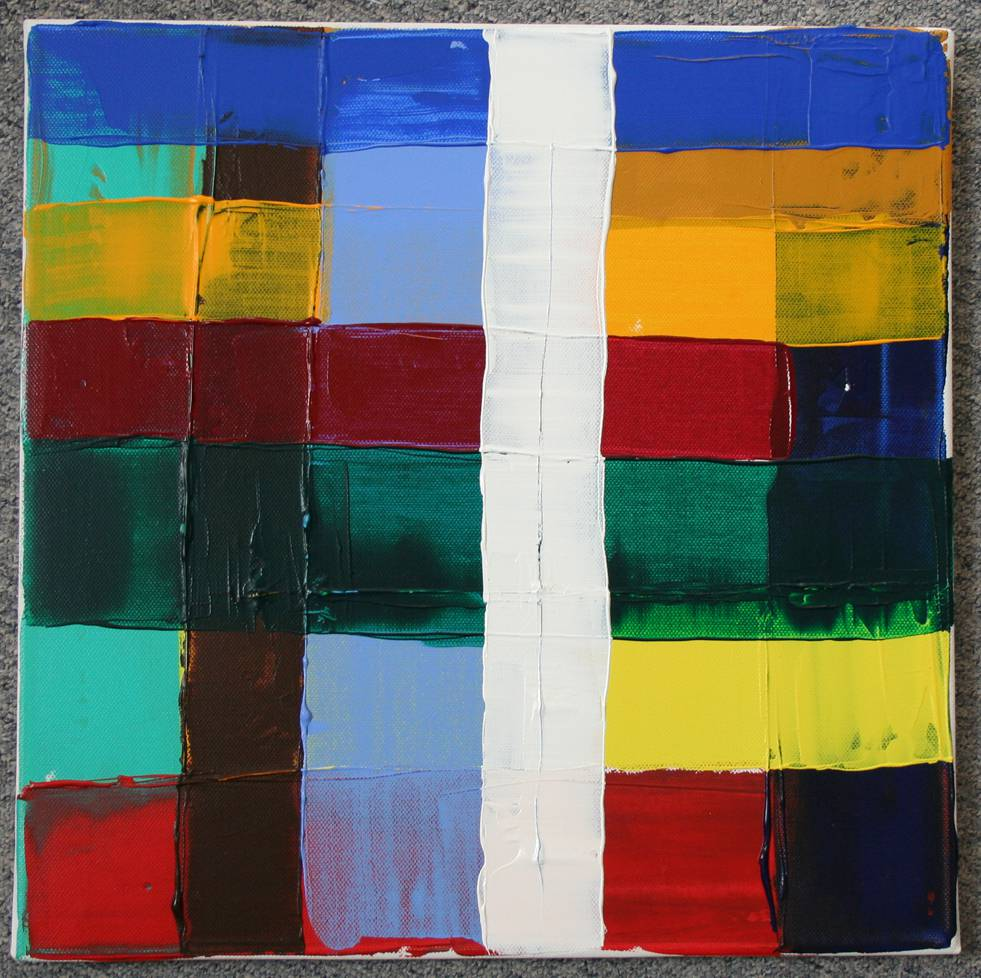
Color field painting

Color field painting (malarstwo barwnych płaszczyzn) – jedna z głównych, obok action painting, tendencji w malarstwie amerykańskim, rozwijająca się po II wojnie światowej w ramach ekspresjonizmu abstrakcyjnego (zwanego też szkołą nowojorską).
Color field painting został wyodrębniony ze szkoły nowojorskiej przez krytyka sztuki Clementa Greenberga w 1955 roku i jemu też zawdzięcza swoją nazwę. Głównymi przedstawicielami nowego nurtu w malarstwie byli: Mark Rothko, Barnett Newman, Clyfford Still.

## Założenia artystycznecolor field
Artyści nowojorscy szukali odpowiedzi na pytanie, jak duży potencjał ekspresji zawiera barwa i w jaki sposób można stworzyć złudzenie masy i ruchu.
Kolor jest najistotniejszym elementem dzieła, a nadrzędną ideą jest przekazanie jego emocjonalnego oddziaływania. Sam akt twórczy jest ściśle kontrolowany i podporządkowany wyzwalaniu w widzu podstawowych przeżyć.
Abstrakcyjna forma ma wyrażać sublimację i nieskończoność. Dla osiągnięcia tego celu eliminowane jest przedstawianie natury, odrzucona zostaje tradycja czy powiązania z jakimkolwiek nurtem w sztuce. Zwłaszcza negowana jest tradycja, jako prowadząca do przewidywalnych rozwiązań.
Ale zerwanie z tradycją europejską było jedynie deklaratywne, u podstaw color field leżały abstrakcje geometryczne Pieta Mondriana, płaszczyzny barwne Paula Sérusiera, doświadczenia z barwą Henri Matisse’a.

## Warsztat malarski
Twórcy color field painting dążyli do stworzenia iluzji wielkich, nieograniczonych przestrzeni. Chcąc uzyskać efekt emocjonalny o dużej sile, upraszczali technikę malowania i zacierali niuanse kolorystyczne. Zanikł kontur, eliminowano zbyt precyzyjną kreskę, rygorystycznie ograniczano kompozycję, duże powierzchnie płócien wypełniane były jednolitymi, płaskimi plamami barwnymi. Efekt nieskończoności uzyskiwany był poprzez malowanie szerokimi, spokojnymi pociągnięciami pędzla, które miały zapewnić idealnie gładką powierzchnię płótna. Przechodząc z jednego koloru do drugiego używano barw o zbliżonym walorze.

## Percepcjamalarstwa wielkich płaszczyzn

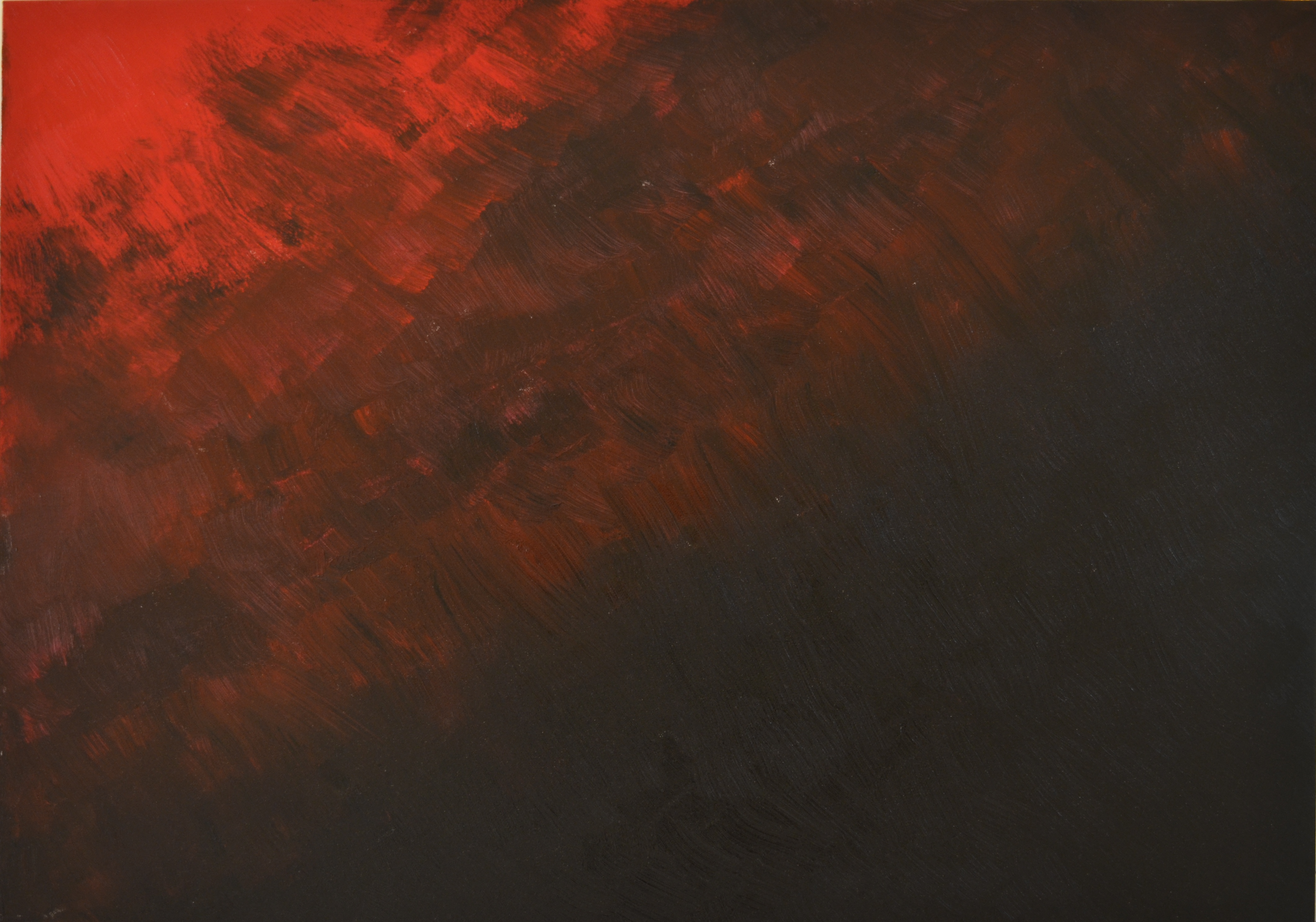
Przykład współczesnego malarstwa barwnych płaszczyzn, Natalia Plachta Fernandes, Storm

Ważnym elementem była sama fizjologia percepcji dzieła. Malarze color field uważali, że wbrew tendencjom, duże obrazy należy oglądać z bliska. Mark Rothko posunął się jeszcze dalej i dbał, aby jego obrazy oglądane były ze ściśle określonej odległości, optymalnej dla odbioru barwy i świetlistości. W percepcji dzieła kładł nacisk na jego oświetlenie, najjaśniejsze obrazy poddając jaskrawemu, a ciemne słabemu światłu. W niektórych przypadkach obraz powinien być oglądany przy wygaszonych lampach, aby mógł emitować własne światło. Obrazy eksponowano seriami, w określonym porządku, w izolacji od prac innych twórców.
Efekt nieskończoności, uważany w XVIII wieku przez Edmunda Burke’a za jeden z atrybutów sublimacji, był możliwy tylko dzięki otwartości przestrzeni. Preferowanie przez artystów wielkich płaszczyzn, niekiedy zajmujących całe ściany, miało wypełnić całkowicie pole widzenia obserwatora, wchłonąć go w barwę, sprawić, aby monstrualnych rozmiarów kompozycje w pewnym sensie stały się jego środowiskiem. Pełne zaabsorbowanie, rozciągnięcie obrazu poza kadr pola widzenia pozwalało na wyłączenie odbiorcy z codzienności. Aby spotęgować efekt, kompozycje z założenia przeznaczone były do wystawiania w małych wnętrzach, dla niewielkiej jednorazowo publiczności.

## Przedstawiciele
- Mark Rothko
- Barnett Newman
- Clyfford Still
- Helen Frankenthaler
- Kenneth Noland
- Morris Louis
- Frank Stella
- Richard Diebenkorn
- Ellsworth Kelly